# 175 (число)
175 (Сто сімдеся́т п'ять) — натуральне число між  174 та  176.

## В інших галузях
- 175 рік, 175 до н. е.
- Параграф 175 Кримінального кодексу Німеччини забороняв гей-стосунки.